# John Densmore
John Paul Densmore (Los Angeles, 1º dicembre 1944) è un batterista statunitense, noto per esser stato il batterista del gruppo rock The Doors.

## Biografia
Lo stile di Densmore era singolare: la sua batteria sembrava fosse la seconda voce (dopo quella di Morrison) della band. Densmore prediligeva una configurazione minimalista della batteria. A differenza di tutti gli altri batteristi rock, Densmore seguiva direttamente i testi e le parole delle canzoni. È considerato un batterista jazz, anche se per la scena musicale rock ha contribuito a sviluppare un approccio batteristico espressionistico unico nel suo genere.
Fu obbligato a prendere lezioni di piano dall'età di dieci anni e studiò classici come Bach e Beethoven, ma non si adattò all'idea di produrre musica di quel genere, perché semplicemente non rispecchiava la sua personalità. Giunto al ginnasio riuscì finalmente a cimentarsi nello strumento che aveva sempre desiderato suonare, la batteria. Così come dichiarato nella sua autobiografia (Riders on the Storm), per un anno formalmente studiò su tappetini di gomma tutti gli esercizi fondamentali di batteria, prima che il suo insegnante gli permettesse di toccare un vero tamburo. In seguito, mise da parte i soldi ed acquistò una batteria di seconda mano con la quale poteva esercitarsi senza il timore di romperla o rovinarla. Suonava molte ore al giorno, spesso perdendo la cognizione del tempo e tralasciando a volte i compiti scolastici, a tal punto era coinvolto dalla musica. Al liceo si cimentò con la musica sinfonica, poi per altri tre anni con il jazz.
Nel 2011 produsse un singolo assieme a Skrillex, noto artista di musica Dubstep, il brano Break'n A Sweat.
Nel dicembre del 2013, assieme a Robby Krieger, è stato ospite dell'evento celebrativo tenutosi al Los Angeles County Museum of Art (LACMA).

### Con i Doors
Successivamente arrivano la passione per la poesia e la musica che produceva con i Doors, storico gruppo di cui è stato batterista dalla costituzione, nel 1965, fino allo scioglimento avvenuto nel 1973, due anni dopo la morte di Jim Morrison. I Doors senza il loro leader produrranno altri due album, Other Voices e Full Circle, stroncati dalla critica e successivamente rivalutati dai fan della band.
Da non dimenticare che scrisse anche un libro intitolato Riders on the Storm in cui lascia chiaramente trasparire i suoi contrasti con Jim Morrison, una figura che non è mai riuscito a dominare. Densmore era per le cose sicure, Morrison per la libertà anche materiale.
Il volume è uscito in edizione italiana il 24 giugno 2011 per i tipi di Arcana Editore grazie alla mediazione dell'organizzatore culturale Giuseppe Sterparelli.